# Freycinetia lucida
Freycinetia lucida är en enhjärtbladig växtart som beskrevs av Ugolino Martelli. Freycinetia lucida ingår i släktet Freycinetia och familjen Pandanaceae. Inga underarter finns listade.